# Grand Prix Francji 1982
Grand Prix Francji 1982 (oryg. Grand Prix de France) – 11. runda Mistrzostw Świata Formuły 1 w sezonie 1982, która odbyła się 25 lipca 1982, po raz siódmy na torze Circuit Paul Ricard.
68. Grand Prix Francji, 32. zaliczane do Mistrzostw Świata Formuły 1.

## Klasyfikacja
| Legenda oznaczeń w tabelach wyników Wyświetl szablon na nowej stronie | Legenda oznaczeń w tabelach wyników Wyświetl szablon na nowej stronie                                                                     |
| Oznaczenie                                                            | Wyjaśnienie |
| --------------------------------------------------------------------- | --- |
| Złoty                                                                 | Zwycięzca lub mistrzostwo |
| Srebrny                                                               | 2. miejsce lub wicemistrzostwo |
| Brązowy                                                               | 3. miejsce lub II wicemistrzostwo |
| Zielony                                                               | Ukończył, punktował (w klasyfikacji generalnej, gdy zdobył co najmniej jeden punkt na przestrzeni sezonu, poza trzema powyższymi opcjami) |
| Niebieski                                                             | Ukończył, nie punktował (w klasyfikacji generalnej, gdy nie zdobył co najmniej jednego punktu na przestrzeni sezonu)                      |
| Czerwony                                                              | Nie zakwalifikował się (NZ) |
| Czerwony                                                              | Nie prekwalifikował się (NPK) |
| Różowy                                                                | Nie ukończył (NU) |
| Różowy                                                                | Niesklasyfikowany (NS) (w klasyfikacji generalnej, gdy nie został sklasyfikowany w żadnym wyścigu sezonu)                                 |
| Czarny                                                                | Zdyskwalifikowany (DK) |
| Czarny                                                                | Wykluczony (WYK/EX) |
| Biały                                                                 | Nie wystartował (NW) |
| Biały                                                                 | Kontuzjowany (K/INJ) |
| Biały                                                                 | Wyścig odwołany (OD/C) |
| Bez koloru                                                            | Został wycofany (WYC/WD) |
| Bez koloru                                                            | Nie przybył (NP/DNA) |
| Bez koloru                                                            | Nie brał udziału w treningach (NT/DNP) |
| Bez koloru                                                            | Nie został zgłoszony (–) |
| Pogrubienie                                                           | Start z pole position |
| Kursywa                                                               | Najszybsze okrążenie wyścigu |
| †                                                                     | Nie ukończył, ale jego rezultat został zaliczony ze względu na przejechanie więcej niż 90% dystansu wyścigu.                              |
| *                                                                     | Sezon w trakcie |
| 1/2/3                                                                 | Punktowana pozycja w sprincie kwalifikacyjnym                                                                                             |
| Lista systemów punktacji Formuły 1                                    | |

| Pos | No | Kierowca           | Konstruktor   | Okrążeń | Czas/powód NU    | Poz. Start. | Punktów |
| --- | -- | ------------------ | ------------- | ------- | ---------------- | ----------- | ------- |
| 1   | 16 | René Arnoux        | Renault       | 54      | 1:33:33.217      | 1           | 9       |
| 2   | 15 | Alain Prost        | Renault       | 54      | + 17.308         | 2           | 6       |
| 3   | 28 | Didier Pironi      | Ferrari       | 54      | + 42.128         | 3           | 4       |
| 4   | 27 | Patrick Tambay     | Ferrari       | 54      | + 1:16.241       | 5           | 3       |
| 5   | 6  | Keke Rosberg       | Williams-Ford | 54      | + 1:30.994       | 10          | 2       |
| 6   | 3  | Michele Alboreto   | Tyrrell-Ford  | 54      | + 1:32.339       | 15          | 1       |
| 7   | 5  | Derek Daly         | Williams-Ford | 53      | + 1 okrążenie    | 11          |         |
| 8   | 8  | Niki Lauda         | McLaren-Ford  | 53      | + 1 okrążenie    | 9           |         |
| 9   | 23 | Bruno Giacomelli   | Alfa Romeo    | 53      | + 1 okrążenie    | 8           |         |
| 10  | 4  | Brian Henton       | Tyrrell-Ford  | 53      | + 1 okrążenie    | 23          |         |
| 11  | 9  | Manfred Winkelhock | ATS-Ford      | 52      | + 2 okrążenia    | 18          |         |
| 12  | 12 | Geoff Lees         | Lotus-Ford    | 52      | + 2 okrążenia    | 24          |         |
| 13  | 29 | Marc Surer         | Arrows-Ford   | 52      | + 2 okrążenia    | 20          |         |
| 14  | 26 | Jacques Laffite    | Ligier-Matra  | 51      | + 3 okrążenia    | 16          |         |
| 15  | 35 | Derek Warwick      | Toleman-Hart  | 50      | + 4 okrążenia    | 14          |         |
| 16  | 25 | Eddie Cheever      | Ligier-Matra  | 49      | + 5 okrążeń      | 19          |         |
| NU  | 22 | Andrea de Cesaris  | Alfa Romeo    | 25      | Wypadł z toru    | 7           |         |
| NU  | 1  | Nelson Piquet      | Brabham-BMW   | 23      | Silnik           | 6           |         |
| NU  | 11 | Elio de Angelis    | Lotus-Ford    | 17      | Probl. z paliwem | 13          |         |
| NU  | 7  | John Watson        | McLaren-Ford  | 13      | Elektryka        | 12          |         |
| NU  | 17 | Jochen Mass        | March-Ford    | 10      | Wypadł z toru    | 26          |         |
| NU  | 30 | Mauro Baldi        | Arrows-Ford   | 10      | Kolizja          | 25          |         |
| NU  | 2  | Riccardo Patrese   | Brabham-BMW   | 8       | Silnik           | 4           |         |
| NU  | 10 | Eliseo Salazar     | ATS-Ford      | 2       | Wypadł z toru    | 22          |         |
| NU  | 31 | Jean-Pierre Jarier | Osella-Ford   | 0       | Wał prz. napędu  | 17          |         |
| NU  | 36 | Teo Fabi           | Toleman-Hart  | 0       | Elektryka        | 21          |         |
| NZ  | 33 | Jan Lammers        | Theodore-Ford |         |                  |             |         |
| NZ  | 14 | Roberto Guerrero   | Ensign-Ford   |         |                  |             |         |
| NZ  | 18 | Raúl Boesel        | March-Ford    |         |                  |             |         |